# Rhopalocranaus bordoni
Rhopalocranaus bordoni is een hooiwagen uit de familie Manaosbiidae.